# Nationalstadion von Osttimor
Das Nationalstadion von Osttimor (portugiesisch Estádio Nacional de Timor-Leste, auch: Estádio Municipal de Dili) ist ein Mehrzweckstadion in Osttimors Landeshauptstadt Dili. Es befindet sich an der Avenida Xavier do Amaral (ehemals Avenida Bispo Medeiros) im Stadtteil Audian (Suco Santa Cruz, Verwaltungsamt Nain Feto) und gehört der Federação Futebol Timor-Leste.

## Überblick

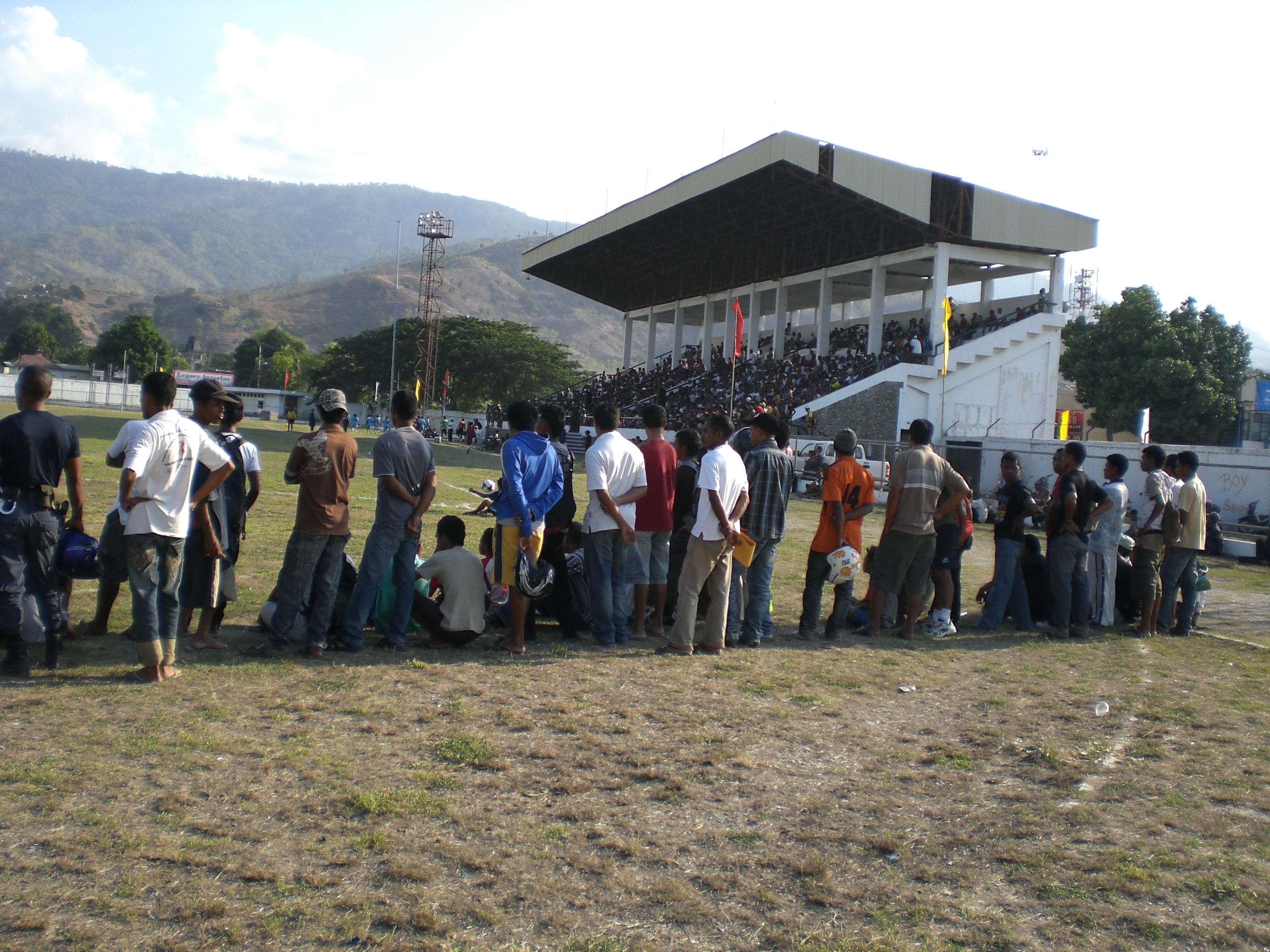
Spieltag im Stadion

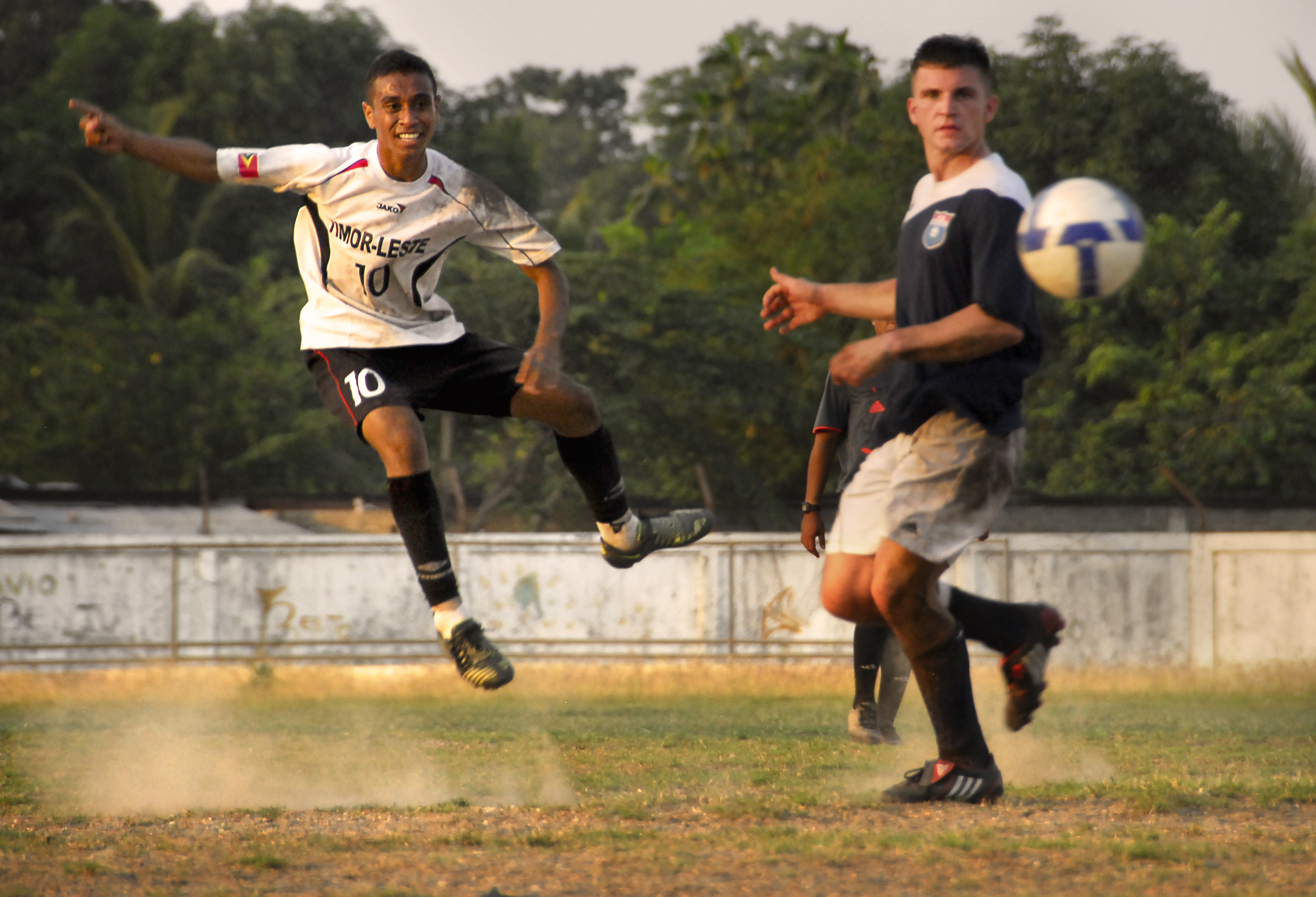
Begegnung Osttimor U-17 – US-Navy-Auswahl, 18. Oktober 2009

Satellitenbilder des Stadions von 2005–2013

Das 2011 renovierte Stadion bietet 5000 Zuschauern Platz. Die Platzverhältnisse sind schwierig, da der Untergrund aus Fels besteht und sich lediglich eine dünne Grasnarbe mit oft trockenem Rasen darüber befindet. Dazu kommen die klimatischen Verhältnisse mit teils hohen Temperaturen und schweren Niederschlägen in der Regenzeit.

## Nutzung
Das Stadion wird in erster Linie für Fußballbegegnungen genutzt. Hier werden die Finalspiele der nationalen Ligen Taça Digicel und Super Liga Timorense ausgetragen. Das bislang einzige offizielle Länderheimspiel der Nationalmannschaft von Osttimor fand allerdings im Stadion von Gianyar auf Bali (Indonesien) statt.
Vom 29. April bis 2. Mai 2010 fand im Stadion der Timor Sea Cup statt, bei dem Mannschaften aus Dili, Kupang (Indonesien) und Darwin (Australien) teilnahmen. Davor gab es Spiele zwischen Osttimors U17-Mannschaft und einer Auswahl der US Navy sowie ein Turnier, an dem die Nationalmannschaft von Osttimor, eine UN-Polizei-Auswahlmannschaft sowie eine australisch-neuseeländische Mannschaft teilnahmen. Beim ersten Qualifikation zur Fußball-Weltmeisterschaft 2018 besiegte Osttimors Fußballnationalmannschaft am 12. März 2015 vor heimischen Publikum die Fußballnationalmannschaft der Mongolei mit 4:1.
Sämtliche Spiele der Liga Futebol Amadora Primeira Divisão 2016 wurden im Nationalstadion ausgetragen.
2002 traten Kylie Minogue und John Farnham im Stadion auf. 2006 befand sich im Stadion ein Lager für die Flüchtlinge aufgrund der damaligen Unruhen.